# 万人坑 (广州市)
牛山万人坑是一處位于广东广州市黄埔区红山街道文船社区牛山的山腰的戰爭遺跡，該地原是清朝牛山炮台的一条壕坑，並於1938年广州遭日軍佔領後成為日軍殺害及埋葬當地反抗者的場地。1989年12月，該地被列入广州市第三批市级文物保护单位之一。

## 連結
- 日军杀我同胞的牛山“万人坑” （页面存档备份，存于）